# Доктор ветеринарних наук
Доктор ветеринарних наук — вищий науковий ступінь у галузі ветеринарних наук. В Україні існує два наукових ступені: «доктор наук» та «кандидат наук». Доктор наук — вищий науковий ступінь, присуджується на підставі захисту докторської дисертації, яка являє собою сукупність результатів, що розв'язують важливу наукову або науково-прикладну проблему. Захист дисертації відбувається на відкритому засіданні спеціалізованої вченої ради, що складається з докторів наук, яким Міністерством освіти і науки України надано право розглядати дисертації з певної спеціальності.

## Порядок присудження наукового ступеня
Порядок присудження наукового ступеня «доктор наук» визначено Постановою Кабінету Міністрів України.
Науковий ступінь доктора наук присуджується спеціалізованою вченою радою на підставі прилюдного захисту дисертації особою, яка має науковий ступінь кандидата наук, і затверджується Міністерством освіти і науки України з урахуванням висновку відповідної експертної ради.
Докторський ступінь є достатнім, щоб у вищих навчальних закладах посісти місце професора. Докторський ступінь країн СНД і більшості країн Заходу кардинально відрізняється. Ступінь Ph.D. (доктор філософії) приблизно еквівалентний ступеню кандидата наук.

## Спеціальності, за якими присуджується науковий ступінь «Доктор ветеринарних наук»
У галузі «Ветеринарні науки» науковий ступінь доктора наук присуджується за спеціальностями:
- 16.00.01 — діагностика і терапія тварин
- 16.00.02 — патологія, онкологія і морфологія тварин;
- 16.00.03 — ветеринарна мікробіологія, епізоотологія, інфекційні хвороби та імунологія;
- 16.00.04 — ветеринарна фармакологія та токсикологія;
- 16.00.05 — ветеринарна хірургія;
- 16.00.06 — гігієна тварин та ветеринарна санітарія;
- 16.00.07 — ветеринарне акушерство;
- 16.00.09 — ветеринарно-санітарна експертиза;
- 16.00.10 — ентомологія;
- 16.00.11 — паразитологія.

У галузі «Біологічні науки» науковий ступінь доктора ветеринарних наук присуджується за спеціальностями:
- 03.00.04 — біохімія;
- 03.00.13 — фізіологія людини і тварин.

У галузі «Сільськогосподарські науки» науковий ступінь доктора ветеринарних наук присуджується за спеціальністю:
- 06.02.01 — розведення та селекція тварин.

У галузі «Військові науки» науковий ступінь доктора ветеринарних наук присуджується за спеціальністю:
- 20.02.23 — засоби захисту від зброї масового| військові, хімічні, ураження.

У галузі «Національна безпека» науковий ступінь доктора ветеринарних наук присуджується за спеціальністю
- 21.02.03 — цивільний захист.